# هيفي إبراهيم
هيفي إبراهيم هي رئيسة حزب الاتحاد الديمقراطي (سوريا) (PYD) في منطقة عفرين، وهي منطقة تتمتع بحكم ذاتي في الإدارة الذاتية لشمال وشرق سوريا.

## الطفولة والنشأة
ولدت هيفي إبراهيم في مابيتا في محافظة حلب، وهي جزء من منطقة عفرين. ليس معروفاً على وجه التحديد كيفية وصول عائلتها إلى مابيتا، لكن يُعتقد أن أسرتها اضطرت إلى الفرار من مقاطعة تونجيلي خلال تمرد ديرسيم في 1937-1938. لكن لا يوجد أدلة على صحّة هذا الاعتقاد، لكن من المرجح أن عائلتها نشأت من إحدى مدينتين في تركيا، إما كهرمان مرعش أو أديامان.
قضت هيفي إبراهيم فترة طويلة من حياتها في حلب، حيث عملت كمدرّسة لمدة خمسة وعشرين عامًا، حيث بدأت التدريس عندما كانت في في أوائل العشرينات من عمرها، عام 1987، وذلك قبل الانتقال إلى مدينة عفرين خلال الاضطرابات في الحرب الأهلية السورية في عام 2012.

## رئيسة وزراء منطقة عفرين

### تعيين رئيس الوزراء
بعد انسحاب قوات الحكومة السورية من المنطقة في عام 2012، وسط الحرب الأهلية السورية، أصبح إطار حركة روجافا حقيقة. في 29 كانون الثاني (يناير) 2014، عندما أعلن كانتون عفرين استقلالها، بعد تصريحات مماثلة في وقت سابق من الشهر من قبل كوباني والجزيرة، تم تعيين هيفي إبراهيم رئيسًا للوزراء. كان تعيينها هو أعلى منصب سياسي تشغله امرأة كردية في العصر الحديث وكانت رئيسة الوزراء الوحيدة المعينة في كانتونات روجافا الثلاثة.في مقابلة في عام 2014، صرحت بأن إعلان الحكم الذاتي كان، في جزء منه، رداً على حزب الاتحاد الديمقراطي الذي تم استبعاده من مؤتمر جنيف الثاني، معلنة أن روجافا لن تعترف بأي قرار اتخذه المؤتمر.

### الدبلوماسية الدولية
كرئيسة للوزراء، حضر اجتماعات مع مسؤولين من البرلمان الأوروبي كجزء من وفد كانتون عفرين ضمهم سليمان كافر، وسيهان محمد، وزير الخارجية ونائب وزير الخارجية، على التوالي، وعضو اللجنة التنفيذية للاتحاد الأوروبي PYD إبراهيم إبراهيم. في نوفمبر 2014، التقى الوفد بمجموعات متعددة منها إلمار بروك، رئيس لجنة العلاقات الخارجية بالبرلمان الأوروبي، غابي زيمر، رئيس المجموعة اليسارية، وريبيكا هارمز، الرئيسة المشاركة للمجموعة الخضراء. ناقش الوفد موضوعات تتراوح من صراعهم العسكري مع داعش والنصرة، رؤيتهم لنموذج الحكم الذاتي الديمقراطي، إلى توقعاتهم بالمساعدة من أوروبا بالنظر إلى تهديداتهم الوشيكة المختلفة.
بين عامي 2015 و 2017، قدمت العديد من البيانات للمنافذ الإعلامية العربية والغربية والكردية وحزب العمال الكردستاني حول الوضع في عفرين، ووصفت عبد الله أوجلان بأنه زعيم الشعب الكردي بمبادئه على أساس تعاليمه.

## الصراعات العسكرية

### السلام النسبي ونهاية هدنة النصرة (2014 - 2015)
كان كانت عفرين هي كانتون روجافا الأقل تضرراً من جراء الحرب الأهلية السورية، بالنظر إلى أنها لم تشترك في حدود مع دولة إسلامية (مصطلح). وصفتها هيفي إبراهيم في مقابلة أجريت في 30 يوليو 2014 بأنها «هادئة نسبيًا»، قائلة «في هذه المرحلة، لدينا نوع من التعايش مع الجيش السوري الحر والقوات الحكومية المتمركزة في نوبل. طالما أنهم لا يهاجموننا، نحن لا نهاجمهم». في المقابلة نفسها في عام 2014، أبدت هيفي إبراهيم تفاؤله بشأن الهدوء والتنوع الذي تحقق في عفرين، على الرغم من استمرار الصراع الإقليمي؛ "لدينا سنة وشيعة ويزيدي وألفي يعيشون هنا بسلام. في عفرين، هناك أكراد وعرب وأقليات أخرى ليس لديهم مشاكل مع بعضهم البعض. إنهم يتشاركون في تماسك معين، مما يدل على أن هذا يمكن أن يكون أيضًا الحال في أجزاء أخرى من سوريا. "
بحلول أوائل عام 2015، وصل مقاتلو وحدات حماية الشعب الكردية في منطقة عفرين إلى هدنة مع النصرة، في حين استمر حزب العمال الكردستاني وتركيا في وقف إطلاق النار. سمح هذا النقص في العنف بالمزيد من التطور السياسي والثقافي لإطار روجافا في عفرين.
في 25 يوليو 2015، أنهى حزب العمال الكردستاني رسميًا وقف إطلاق النار مع القوات التركية بعد إلقاء اللوم على حزب العمال الكردستاني في مقتل أربعة من ضباط الشرطة الأتراك والقوات التركية ردا على ذلك بقصف معسكرات حزب العمال الكردستاني في العراق. بعد حوالي شهر، انتهت الهدنة الهشة التي عقدت بين مقاتلي النصرة وعفرين من وحدات حماية الشعب في أعقاب القصف بقذائف الهاون على قرى بالقرب من جينديريس، في عفرين. يمثل الهجوم أول حالة عنف في المنطقة منذ فبراير 2015، مما أسفر عن مقتل خمسة مدنيين وإصابة العشرات. وردت قوات حماية الشعب الكردية بنيران المدفعية على مقر النصرة.

### العدوان التركي والتحالف الروسي (فبراير 2016 - يناير 2018)
في 19 فبراير 2016، بعد الإشارة إلى أنها قد ترسل قوات برية إلى سوريا، بدأت تركيا في قصف مدينة عفرين وغيرها من القرى الكردية، مما أسفر عن مقتل خمسة مدنيين على الأقل. بالإضافة إلى ذلك، انضم النصرة في الهجوم، وقصف مختلف المقرات الكردية في جميع أنحاء عفرين. هاجمت القوات التركية من كيليس، في الشمال، وسوكوكوي، في الغرب، مع عبور التركية حوالي 1000 قدم إلى شمال سوريا. كانت عملية القوات التركية محاولة لفصل وحدات حماية الشعب من ربط كانتونات عفرين وكوبان، مع نحت الأراضي أيضًا لجدار يتم بناؤه على طول الحدود الشمالية لسوريا من أجل «الأمن ومنع التهريب». لأكثر من عام، شاركت قوات حماية الشعب الكردية وقوات حماية الشعب التركية وعفرين في صراع متقطع من جديد، وشمل ذلك بشكل أساسي استهداف تركيا لمدينة عفرين وريفها بضربات مدفعية.
في أبريل 2017، وصلت القوات الروسية إلى شمال سوريا كجزء من اتفاق بين قادة عفرين YPG والقيادة العسكرية الروسية في سوريا. أقامت القوات الروسية منشأة عسكرية في منطقة عفرين الشمالية، على طول الحدود التركية. واعتبر وجود القوات الروسية محاولة من جانب منطقة عفرين لردع غزو الجيش التركي للمواقع التي تسيطر عليها وحدات حماية الشعب.

### عملية غصن الزيتون والاحتلال التركي (يناير 2018 - حتى الآن)
في 19 كانون الثاني (يناير) 2018، أعلنت الحكومة التركية عملية فرع الزيتون «لإرساء الأمن والاستقرار على حدودنا ومنطقتنا، للقضاء على الإرهابيين من حزب العمال الكردستاني / KCK / PYD-YPG ودايش». أعلنت العملية مباشرة حزب إبراهيم. حزب الاتحاد الديمقراطي (PYD) وفروعه كأهداف رئيسية، في حين وصف جماعة الإرهابيين بتبرير الغزو. فيما يتعلق بعطلة نهاية الأسبوع الأولى من المناوشات والقصف العنيف، وصف إبراهيم الوضع؛ «معظم الجرحى من المدنيين. هناك اشتباكات. هناك مدفعية وقصف. وحداتنا ترد بقوة على الاحتلال».
في 22 كانون الثاني (يناير)، كانت إبراهيم عاجلة في مقال رأيها في الواشنطن بوست، نقلت عنها: "يجب على واشنطن أن تتصرف قريبًا. الوقت ينفد. يبدو أن الدبلوماسية الأمريكية ليس لها تأثير يذكر على تركيا، وهذه ليست مفاجأة." أشارت إلى حقيقة أن القوات الأمريكية لم تكن ضرورية في عفرين لتبديد تنظيم الدولة الإسلامية كسبب لعدم وجود قدرات دفاعية كافية لشبكة عفرين. وأوضحت، "حقيقة أن سيطرة داعش على منطقتنا لم تحد من الوجود الأمريكي هنا، ونحن الآن ندفع الثمن. على عكس بعض المناطق الأخرى في شمال سوريا، ليس لدينا قواعد عسكرية أمريكية أو حتى مراقبون عسكريون". بالإضافة إلى طلب المساعدة من الولايات المتحدة، هاجمت الرئيس التركي رجب طيب أردوغان، قائلة: "إنه يتهم جميع الأكراد بأنهم إرهابيون بحكم مولدهم. لكن اليوم، ليس الأكراد هم الذين يتعرضون للهجوم فقط. من قبل أردوغان، تمتلئ السجون التركية بنشطاء سياسيين مسالمين من مجموعة واسعة من الخلفيات، لكنهم متهمون بالإرهاب ". واتهمت أردوغان بالرغبة في إزالة" الحرية "إلى" بديل ديمقراطي "في المنطقة والضغط من أجل تطهير عرقي للأكراد بعد مناقشة تطبيق سياسة التعريب، لإعادة المنطقة إلى "أصحابها الشرعيين". في نداء أخير من أجل العدالة الأخلاقية، صرح إبراهيم، "لا ينبغي تدميرنا بسبب نضالنا أو الديمقراطية والحرية تحد من طموحات أردوغان. لا ينبغي تدميرنا لأننا أبقينا تنظيم الدولة الإسلامية والقاعدة خارج منطقتنا. بحلول نهاية يناير / كانون الثاني، أحرزت القوات التركية تقدماً إقليمياً "ضئيلاً" في عفرين، حيث تكبد الجانبان خسائر عديدة وتشرد آلاف المدنيين من المنطقة نتيجة للعملية.
في 9 فبراير، أي يوم واحد بعد إزالة منطقة حظر الطيران المؤقتة التي كانت قائمة منذ أربعة أيام من قبل روسيا، مع ادعاء تركيا بمقتل أكثر من ألف «إرهابي»، عقد إبراهيم وغيره من القادة الإداريين في عفرين مؤتمرا صحفيا لمناقشة رد فعل المنطقة على العملية. كان لبراهيم كلمات قاسية للقوات التركية، مدعياً أن عدد القتلى المدنيين في عفرين وصل إلى 160 على الأقل في هذه المرحلة، بما في ذلك ستة وعشرون طفلاً. مرددا بيانها من الأسابيع الماضية، انتقدت تكتيكات أردوغان ونواياه. واتهمت الجيش التركي «باستهداف البنية التحتية، بما في ذلك المساجد والمدارس والسدود ومحطات ضخ المياه ومستودعات الغذاء.» بالإضافة إلى ذلك، دعت مجلس الأمن التابع للأمم المتحدة إلى وضع حد للانتهاكات المزعومة لحقوق الإنسان من قبل الأتراك، وحلفائهم، واتخاذ موقف حازم لإنهاء المعاناة الإنسانية في المنطقة.
في 18 مارس، قامت القوات التركية وحلفاؤها من الجيش السوري الحر برفع العلم التركي في عفرين مهجور بعد طرد مقاتلي المقاومة عفرين من قوات حماية الشعب وتشريد الآلاف من المدنيين لتأمين المدينة. بعد السيطرة على المدينة، احتل المقاتلون الأتراك وحلفاؤهم المدينة وانخرطوا بشكل متقطع في مناوشات مع المقاومة المتبقية ومقاتلي التمرد، أثناء نهب المدينة.
من بين الذين فروا من المنطقة بسبب التقدم التركي كان إبراهيم، الذي تحدث في اجتماع لنساء عفرين في كانتون الشهباء في 9 مايو 2018. ودعت شعب عفرين إلى الفخر بالطبيعة التاريخية لمقاومتهم، «يجب أن تفخر شعوبنا بمقاومتها التي وضعت بصماتها في تاريخ مقاومة الشعوب التي تطالب بحريتهم والذين يتمسكون بها هذه المقاومة ستستمر عبر التاريخ لأن مقاومة شعبنا لمدة ثمانية وخمسين يومًا أثبتت للعالم أن شعبنا لديه إرادة المقاومة القوية القائمة على الالتزام بدماء الشهداء.»
على الرغم من الاحتلال التركي، بقيت واضحة أن الهدف كان العودة إلى عفرين، «لم يكن رحيل شعبنا عن عفرين حسب إرادتك كما تعلمون، لكنهم اضطروا للقيام بذلك من أجل الحفاظ على حياتهم وكرامتهم من وحشية الإرهاب التركي ومرتزقه، لم يستسلم شعبنا وما زالوا يواصلون مقاومة العصر في مرحلتهم الثانية، كما أن مقاومة وحدات حماية الشعب والمرأة مستمرة في عفرين، ويجب أن يكون شعبنا أكيد أننا سنعود جميعًا إلى عفرين بفضل هذه المقاومة.»
في اجتماع 9 مايو نفسه، ادعت مرة أخرى الظروف المسيئة من قبل المحتلين الأتراك ومع ذلك أعلنت أن المقاومة لن يتم القضاء عليها، «يريد جيش الاحتلال التركي ومرتزقته تقويض إرادة شعبنا من خلال الدعاية التي ينشرونها بين الأشخاص الذين يقولون إن الوضع في عفرين آمن على الرغم من أننا نسمع يوميًا حالات الاختطاف والقتل والتعذيب والاغتصاب التي يمارسها جيش الاحتلال ومرتزقه ضد شعبنا الذي بقي في عفرين. من المحتلين والمرتزقة على أرضنا خطرون للغاية لأن هذا العدو لا يرحم وهدفه هو إبادة شعبنا والقضاء على روح المقاومة، وبالتالي، يجب أن يكون شعبنا على يقين من أن عفرين سيتم تحريرها عاجلاً أم آجلاً من الاحتلال التركي ومرتزقة، وبعد ذلك، سنعود جميعًا مع رؤوسنا لأعلى.»
في وقت لاحق من شهر مايو، انتقدت «صمت الأطراف السورية» فيما يتعلق بالاحتلال التركي. ظلت القوات التركية والقوات المتحالفة معها تسيطر على المنطقة منذ عملية فرع الزيتون.

## رئيسة لجنة الشؤون الداخلية
في 3 تشرين الأول (أكتوبر) 2018، عقدت الجمعية التنفيذية لإدارة الحكم الذاتي في شمال وشرق سوريا، وهي الهيئة الرئاسية لجميع مناطق روجافا، اجتماعًا لانتخاب المديرين التنفيذيين للجان في المجلس. تم انتخاب إبراهيم رئيسًا مشاركًا للجنة الشؤون الداخلية جنبًا إلى جنب مع زميله الرئيس المشارك، المصطفى هيكو.نموذجي لنموذج روجافا، يرأس رجل واحد وامرأة كل لجنة.
في 17 أكتوبر / تشرين الأول، أي بعد أسبوعين من انتخابها، عرضت بالتفصيل التكاليف البشعة للصراع في المنطقة التي مزقتها الحرب، "أولئك الذين يروجون للحرب لا يفكرون في الناس. عدم التفكير في السكان المدنيين ونشر الإرهاب ووحشيته قد تركوها. ملايين السوريين خارج أرضهم ومنازلهم، وكان لهذه السياسات تأثير عميق على الناس، فقد عانت العائلات من أضرار مادية، وعُزِلت العائلات، وفُقدت، وقتل كثيرون، وفي البلدان التي هاجروا إليها، روجت تلك الدول تلك الأسواق القذرة، الولايات لديها ألعاب عليها، لقد كانت سياسية.

## وجهات نظر سياسية
لا يوجد لدى هيفي إبراهيم بيان سياسي منشور ومعظم ما يعرف بآرائها يتم ملاحظته من خلال تصرفاتها باعتبارها ثورية. ومع ذلك، أشارت هيفي إبراهيم إلى عبد الله أوجلان كزعيم للشعب الكردي وأن تعاليمه قد تم اعتمادها كمبادئ من قبل الأكراد. هذا ليس مفاجئًا لأن حزبها، حزب الاتحاد الديمقراطي، متحالف أيديولوجياً مع حزب العمال الكردستاني المحظور، الذي أسسه أوجلان في عام 1978. وقد تم حظر الحزب في تركيا في أعقاب تمرده المسلح الذي بدأ في عام 1978.
بالنظر إلى تصريحاتها بشأن تعاليم أوجلان التي يتبناها الشعب الكردي، فمن المنطقي أن نظريته عن الكونفدرالية الديمقراطية كبديل ديمقراطي عن الدولة التقليدية، يمكن رؤيتها في التكوين الإداري لكانتونات روجافا. تنطوي الكونفدرالية الديمقراطية على القرارات التي يتم اتخاذها على أساس محلي مع وجود مناطق منفصلة لها سيطرة مستقلة كاملة على أصولها، مع ربط المجتمعات المحلية بكونفدرالية مشتركة. تقوم أسسها على النسوية والبيئة والديمقراطية المباشرة. تعد المناطق الثلاث المتمتعة بالحكم الذاتي في روجافا المرتبطة عبر الاتحاد الديمقراطي لشمال وشرق سوريا مثالاً على هذا النوع من الهيكل السياسي.
وقد أبرزت إبرام أهمية هوياتها الكردية والليفية والمضطهدة في تشكيل آرائها السياسية. كان عليها أن تقول هذا عن النساء اللائي يقودن المقاومة في روجافا، «أريد أن تنجح جميع النساء، ولا سيما النساء الكرديات، ويمكنني القول أن النساء الكرديات سيقودن جميع النساء الأخريات في العالم. نريد نساء روجافا للمشاركة في الحكم الذاتي على المستوى الإداري، نريد منهم أن يعملوا أكثر، لأنه تم تجاهل النساء دائمًا في الماضي، فقد قادت النساء في روجافا الثورة، ولهذا السبب بالذات، يجب أن يأخذن مناصبهم المستحقة في الإدارات.»